# Сумасшедший поезд
Из крупных своих вещей лучшей считаю поэму «Сумасшедший поезд», — говорит сам К. Лисовский. И это действительно так.
«Сумасшедший поезд» — поэма об адмирале Колчаке советского сибирского поэта Казимира Лисовского, который считал её лучшей своей вещью.
Написанная в 1966 году, опубликованная в журнале «Сибирские огни», поэма была неоднозначно встречена критикой из-за её главного героя.

## Содержание
- Поэма состоит из 16 глав и эпилога. В последней главе указано посвящение — Елене-Августе Бердниковой.

В злую ночь, отсчитывая шпалы,
 Пургами продут со всех сторон,
 Громыхает поезд адмирала,
 Лязгает, скрипит салон-вагон.
Весь — в сосульках, весь — закуржавелый,
 По равнинам мертвенно-немым,
 Черной ночью мчится поезд белый,
 И визжат колеса ошалело:
 «Мы бежим-дрожим. Бежим-дрожим».
Мчится мимо темных станций, мимо 
Сел, забытых богом и мечтой.
 Мчится, словно ведьма, в космах дыма,
 В пустоту. В небытие. В ничто.
Зима 1920 года. По транссибирской магистрали от идёт поезд с Верховым правителем, которым Гражданская война уже фактически проиграна.
На одной из станций Колчак видит в контрразведке запытанного, с переломанным позвоночником, пленного командира отряда красных партизан — и признаёт в нём своего бывшего матроса с «Вайгача». Колчак спрашивает его: «Как же ты оказался красным?».
И получает встречный вопрос: «А как же вы оказались белым, бывший мой адмирал Колчак?» — как так получилось, что полярник-исследователь, стал наёмником интервентов? Ведь он со своим опытом и знаниями мог был служить народу, но сменил штурвал ледокола на штык палача своего народа. Возражая, Колчак кричит, что он — за Россию, и слышит в ответ от умирающего: «Есть две России. Неужто не понял, адмирал?».
СОВЕСТЬ:

Всё. Теперь, мне кажется, пора бы

Подвести итоги адмирал!
КОЛЧАК:

Я ведь, совесть, никого не грабил.

Не насиловал, не убивал.
СОВЕСТЬ:

Ты прибepeги свои рассказы

Для детишек, но — не для меня.

Тьмы людей по твоему приказу

Умирали не дождавшись дня!
КОЛЧАК:

Для меня Россия — всё на свете!

То навет, неправду говорят!
СОВЕСТЬ:

Ты страну распродавал всем этим

Ноксам и жаненам, всем подряд...
Поезд медленно, задерживаемый чехами («дал же союзничков мне бог»), приближается к Иркутску, на одной из страниций к Верховному правителю приходят представители «белой идеи» с предложением отречься и передать власть Деникину — и Колчак замечает, что даже бумага с текстом «отречения» — сделана в Англии…
Подводя итог, адмирал вспоминает как всё начиналось — как в 27 лет он стал лейтенантом («почти по Киплингу!»), полярным исследователем ходил на шхуне «Заря» с Толлем, открыл остров названный его именем, водил ледоколы, и как на вахтах читал про себя стихи Гумилёва «Капитаны»… про Летучий голландец, который ведёт «капитан с ликом Каина». И думает: где теперь тот боцман Бегичев, когда-то спасший молодого лейтенанта Колчака из полыньи…
А теперь он брошен всеми — «адмирал без корабля», удивляется как какая-то «голытьба» громит «сплошь офицерские полки», но отмечает, что и среди красных есть бывшие царские офицеры, и хотя совдеповцы «не верят в божью милость», но почему-то «красным в схватке рукопашной как видно помогает бог».
В этот, самый трагический момент своей жизни адмирал Колчак задумывается о смысле избранного им пути…
Его собеседником становится его Совесть, от которой не скрыться.
В это время юный поручик Миронов, чудом отбившийся от красных и укрывшийся в поповском доме, проснувшись после попойки, размышляет о «белой идее» и к чему она привела — и ответом себе цитирует романс «То, что я должен сказать» и… стреляется.
Пока Колчкак в своём вагоне, не пьянея пьёт шустовский коньяк, и просит всё понимающую без слов княгию Анну Темиреву («Аня, нет тебя на свете ближе. Мог ли бы прожить я без тебя») спеть романс «Гори, гори, моя звезда», через заснеженные таёжные чащобы наперерез поезду пробираются партизаны (и на их ушанках горит красная звезда), ведёт которых «девушка в полушубке» — Елена-Августа Бердникова, которой посвящена последняя глава поэмы. Только что спасшая узников «поезда смерти», она загонит в тупик «сумасшедший поезд».
В главе «Вместо эпилога», автор даёт слово лорду Черчиллю, и в прозе цитирует его частную запись о расстреле адмирала Колчака…

Автор отказывает этому образу «взбесившейся», загнанной в тупик кровавой белой авантюры даже в драматизме. Финал колчаковщины — всего лишь жалкий бессмысленный фарс.— М. И. Рубина, известный новосибирский критик, зав отдела литературы и искусства областной газеты «Советская Сибирь», 1968 год

## Критика
Заметным достижением исторического жанра в сибирской поэзии является поэма «Сумасшедший поезд», где поэту, опирающемуся на подлинно научное осмысление фактов, удалось создать психологически сложный портрет главы белого движения в Сибири адмирала Колчака, который «поплыл наперекор» теченью истории, выступив против своего народа.— Очерки русской литературы Сибири, Том 2, 1982 год
Поэма была признана успехом автора. Поэма датирована «август 1963 — март 1966» года — написана в период признания, это одно из двух крупных произведений поэта наряду с повестью в стихах «Русский человек Бегичев», написанной 20 годами ранее — в 1946 году, и хотя, как отметил критик А. И. Срывцев «это очень разные поэмы, отделенные друг от друга годами, но есть в них общее».
Критикой и было отмечено что, обилие интонационно-ритмических переходов, требуемое содержанием разных частей произведения, при неразработанности собственной поэтики, заставило автора обращаться к известным образцам, и в поэме заметно влияние И. Молчанова-Сибирского («Тридцать один»), А. Оленича-Гнененко («Песня о серебряной роте»), В. Луговского («Песня о ветре»).

В соответствии с усложнившейся идейной задачей Лисовский усложняет и форму поэмы, впервые в своей эпике взрывая хроникальность композиции, монотонность ритмики, бросаясь в поиски наиболее впечатляющих средств выразительности. … Многообразие ритмики, соответствующей содержанию эпизодов, создает полифоничность, на стыке ритмических переходов рождается дополнительное напряжение. Есть эмоционально мощные куски. …

И по всей поэме, то непосредственно врываясь в эпизоды, то лишь как бы фоном звуча в перестуке колес, мечется «сумасшедший поезд» с салон-вагоном Колчака, запутавшийся, обреченный, не имеющий ни выхода, ни цели. Сквозной образ «сумасшедшего поезда», символизирующий всю колчаковщину, превосходно найден поэтом.— А. В. Никульков, главный редактор журнала «Сибирские огни», 1972 год
Высокую оценку поэме дал проректор Литературного института им. А. М. Горького, вице-президент Международной ассоциации литературных критиков, А. А. Михайлов:

Историзм поэтического мышления и ощущение перспективы выявились в лучших главах поэмы «Сумасшедший поезд».

### Образ адмирала Колчака
Из крупных своих вещей лучшей считаю поэму «Сумасшедший поезд». Она вызвала совершенно противоположные суждения. Одни принимали ее безоговорочно, даже восторженно, другие — категорически отрицательно («из-за темы»). Трудно судить мне, кто прав. Однако мне кажется, что критики все же «переборщили».
Обращение автора к фигуре адмирала Колчака вызвало неоднозначную оценку.
Например, поэма была названа слабо отражающей революционную борьбу («лишь полторы странички представляют в поэме народную борьбу, партизанское движение») и раскритикована И. Денисовой в газете «Литературная Россия» № 1 за 1969 год, на что, назвав её критику несправедливо резкой, возразил Л. Алтаев в журнале «Сибирские огни»:

Поэма сразу же вызвала ожесточённые споры: «Так писать о кровавом Колчаке нельзя», — говорили одни. «Только так следует раскрывать облик врага — показывать его многосторонне, как сильную, незаурядную личность», — говорили другие. Спорят люди, сомневаются. Нет сомнений у И. Денисовой. Она точно знает, как написать историческую поэму о Колчаке. «Писать о Колчаке — значит писать о гражданской войне в Сибири, … раскрыть судьбы хотя бы нескольких партизанских вожаков». Вот так — не одного, не двух, а непременно нескольких. Легко себе представить недовольство, которое вызвал у И. Денисовой К. Лисовский — ведь он написал совсем не то и не так! Представим себе на минуту, как легко бы расправился критик, пользуясь подобной аргументацией, с «Борисом Годуновым» Пушкина. К. Лисовский подошел к раскрытию кровавой трагедии колчаковщины путем необычайной сложности.
Заступилась за поэму и М. И. Рубина, известный новосибирский критик, зав отдела литературы и искусства областной газеты «Советская Сибирь», она писала, что Колчак в поэме — «не некая историческая данность, а вполне конкретный человек, с прошлым и настоящим», и автор пытается вникнуть в его сущность, «философски осмыслить судьбу „рыцарей белой идеи“»:

Замысел нашел талантливое и убедительное воплощение. Естественно, что поэма вызвала самые разноречивые толки. Кое-кто, не поняв сперва ее глубины, воспринимал «Сумасшедший поезд» чуть ли не как апологию кровавого адмирала. Но абсолютное большинство читателей и критиков увидели в поэме К. Лисовского новый принципиально важный подход к теме, уже многократно исследованной литераторами и историками, одобрили поиск поэта.
В 2008 году сибирский писатель А. В. Горшенин, автор ряда статей «Исторической энциклопедии Сибири», отметил, что Колчак изображён в поэме объемно, а не идейно-тенденциозно, как традиционно было принято изображать идейных врагов, в поэме показано как политические амбиции способны погубить яркую личность:

Что же касается адмирала Колчака, то с точки зрения официальной советской истории — это и вообще фигура исключительно зловещая и одиозная. Тем не менее Казимир Лисовский своего Колчака, при общей негативной оценке его поступков, увидел другим. Поэт отказался от какого-либо оглупления, очернения или шаржирования своего персонажа и нарисовал его личностью сложной, многогранной и трагической. Едва ли не первым в советской литературе Казимиру Лисовскому удалось показать в матером враге революции, несгибаемом белом адмирале еще и просто живого человека, много размышляющего о себе и своей роли в свершающихся событиях, мучающегося и даже ужасающегося тому, что наделано его именем…

## Радиопостановка
В 1967 на Новосибирском радио прозвучал радиоспектакль по поэме. Постановщик — главный режиссёр новосибирского радиокомитета Л. Баландин. Как заметила М. И. Рубина, эта радиопостановка выбивалась из ряда подобных — обычно поэтические произведения ставятся на радио длительностью в 15-20 минут, а поэма прозвучала полностью, и хотя критик писала: «не стану утверждать, что авторам спектакля удалось идеально осуществить свой замысел», но дала высокую оценку радио воплощению поэмы:

«Сумасшедший поезд» звучит 1 час 15 минут… И слушается! В самой архитектонике радиоспектакля, в сочетании выразительных средств этого жанра Л. Баландину удалось найти ряд интереснейших приемов. Работая с К. Лисовским (поэт сам является и автором радиоинсценировки), Л. Баландин добивался наибольшей остроты конфликта.

## Издания
- Сумасшедший поезд: отрывок // Газета «Советская Сибирь», 15 мая 1966
- Сумасшедший поезд // Журнал «Сибирские огни», № 10, 1966. — стр. 97—126.
- Цена строки: новые стихи и поэма «Сумасшедший поезд». — Новосибирск: Западно-Сибирское книжное издательство, 1966. — 102 с.
- Стихи, поэмы. — Новосибирск: Западно-Сибирское книжное издательство, 1968. — 408 с.
- Стихотворения: Поэмы. Стихотворения, Русский человек Бегичев, Сумасшедший поезд. — Москва: Художественная литература, 1974. — 302 с.
- Сумасшедший поезд: Стихи и поэма / Худож. Е. Ф. Зайцев. — Новосибирск: Книжное издательство, 1989. — 133 с.